# Club Sportivo Aquila Montevarchi 1980-1981
Questa voce raccoglie le informazioni riguardanti il Club Sportivo Aquila Montevarchi nelle competizioni ufficiali della stagione 1980-1981.

## Rosa
| N. |                   | Ruolo | Calciatore         |
| -- | ----------------- | ----- | ------------------ |
|    | Italia (bandiera) | A     | Alessandro Ballini |
|    | Italia (bandiera) | D     | Walter Baroni      |
|    | Italia (bandiera) | D     | Alfredo Bencardino |
|    | Italia (bandiera) | C     | Vittorio Casimirri |
|    | Italia (bandiera) |       | Casucci            |
|    | Italia (bandiera) | P     | Giuliano Cirilli   |
|    | Italia (bandiera) | D     | Giuseppe Cittadino |
|    | Italia (bandiera) | C     | Fulvio De Chiara   |
|    | Italia (bandiera) | C     | Alberto De Rossi   |
|    | Italia (bandiera) | C     | Luca Giannoni      |
|    | Italia (bandiera) | A     | Candido Di Felice  |
|    | Italia (bandiera) | D     | Alfredo Fabbri     |
|    | Italia (bandiera) | D     | Paolo Graziani     |

| N. |                   | Ruolo | Calciatore           |
| -- | ----------------- | ----- | -------------------- |
|    | Italia (bandiera) | C     | Gabriele Landi       |
|    | Italia (bandiera) | P     | Leonardo Lovari      |
|    | Italia (bandiera) | C     | Saverio Magnanini    |
|    | Italia (bandiera) | C     | Stefano Mancini      |
|    | Italia (bandiera) | A     | Stefano Mariani      |
|    | Italia (bandiera) | A     | Marco Molinari       |
|    | Italia (bandiera) | C     | Roberto Napolitano   |
|    | Italia (bandiera) | C     | Giuliano Niccolai    |
|    | Italia (bandiera) | P     | Antonio Pagani       |
|    | Italia (bandiera) | A     | Claudio Piccinetti   |
|    | Italia (bandiera) | D     | Salvatore Stefanelli |